# 漢諾威選侯國
不伦瑞克-吕讷堡选侯国（德語：Kurfürstentum Braunschweig-Lüneburg），或称漢諾威选侯国（德语：Kurfürstentum Hannover 或 Kurhannover），建立于1692年，是神圣罗马帝国内第9个选侯国。其选侯地位于1708年被正式承认。
该公国被韦尔夫家族下的一个分支—漢諾威王朝所统治。除了漢諾威家族，韦尔夫家族下的其他分支也曾统治过不伦瑞克-吕讷堡公国的其他领土。到1705年后，这些领土上只剩下两个独立的公国。其中一个是不伦瑞克-沃尔芬比特尔公国，作为独立的不伦瑞克公国存在（头衔确立于1815年），国祚持续到1918年。而另一个公国，即继承自卡伦贝格公国（Fürstentum Calenberg）的不伦瑞克-吕讷堡选侯国。
1714年，随着选侯乔治一世登上了大不列颠王国的王位，不伦瑞克-吕讷堡选侯国与大不列颠王国组成了君主联合统治。结果是，大不列颠王国被迫一次又一次不情愿地参与进德国内部的事物。但是，在选侯国内部，它仍然是一个由独立的政府与机构单独统治其领土的国家。1807年，不伦瑞克-吕讷堡选侯国被并入拿破仑控制的威斯特法伦王国。1814年，维也纳会议将选侯国升级为漢諾威王国。与英国王室的联合统治则一直持续到1837年才结束。

## 正式的名称和其他版本
作为参与大同盟战争的奖赏，神圣罗马帝国皇帝利奥波德一世于1692年将不伦瑞克-吕讷堡公国卡伦贝格支系的公爵恩斯特·奥古斯都（Ernst August）提升为选帝侯。由于帝国内部对新设选帝侯的抗议，直到1708年其选帝侯的地位才由帝国议会。通俗地，该选侯国以卡伦贝格公国的首都漢諾威作为国名，称「漢諾威选侯国」；不过其正式使用的名称则是「不伦瑞克-吕讷堡选侯国」。

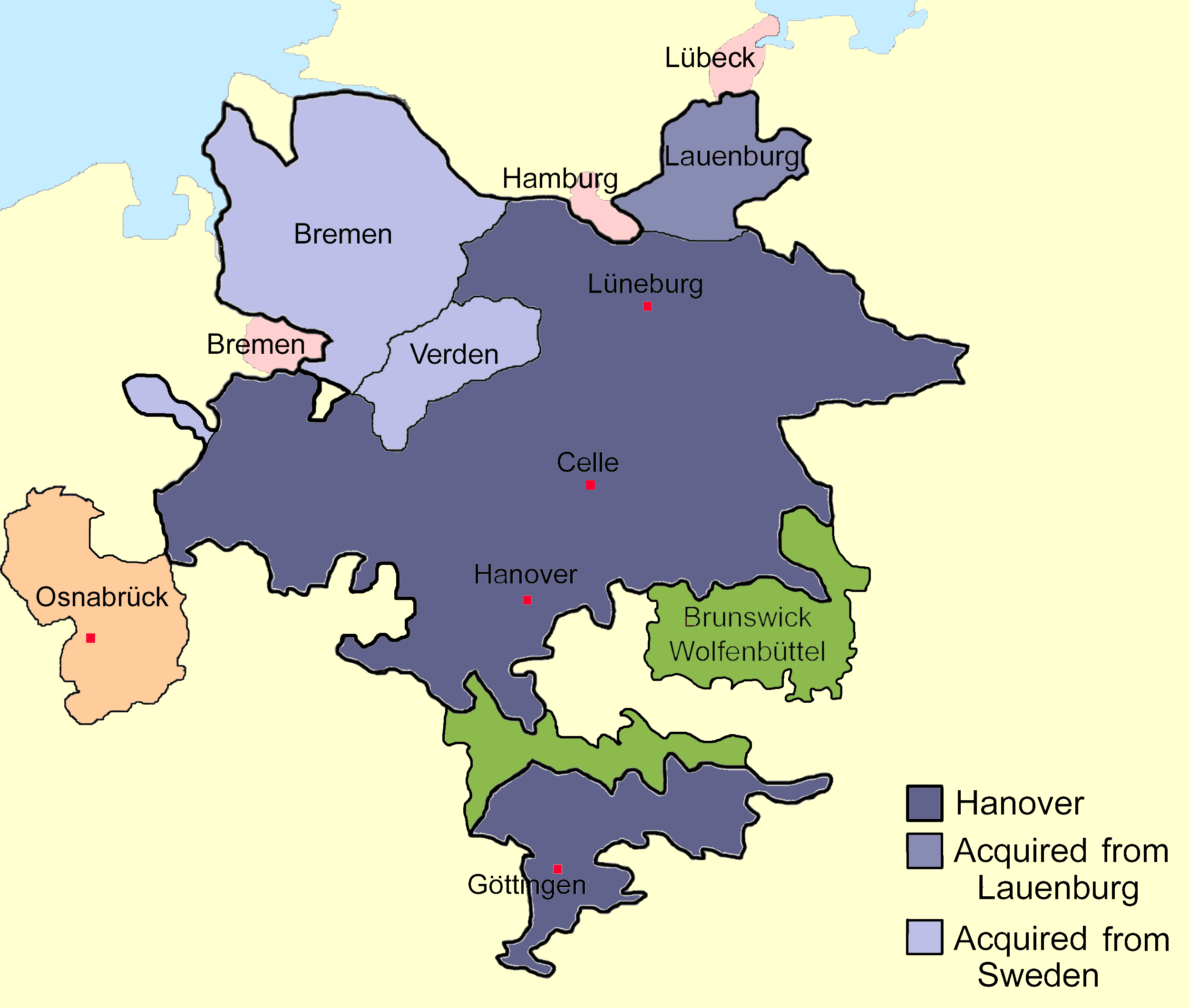
不伦瑞克-吕讷堡选侯国于的地图。包括了漢諾威选侯国（蓝色）和不伦瑞克-沃尔芬比特尔公国（绿色），同时还包括英王兼选帝侯格尔奥格·路易于1720年在大北方戰爭後取得了萨克森-劳恩堡和不莱梅-费尔登，他的继任者乔治二世于1731年取得了哈德尔恩地区（在地图上的易北河河口末端），和乔治三世于1803年取得的的奥斯纳布鲁克大主教领

## 地理
选侯国的领土包括大部分现今位于德国北部的下萨克森联邦州。除了原来卡伦贝格公国的土地，选侯国的领土还包括以前的哥廷根公国（Fürstentum Göttingen）和格鲁本哈根公国（Fürstentum Grubehagen）的土地，以及从前属于霍亚伯爵领（Grafschaft Hoya）的土地。
1705年，选帝侯格尔奥格·路易继承了吕讷堡公国与萨克森-劳恩堡（Sachsen-Lauenburg）公国，这是继承自他的叔叔不伦瑞克-吕讷堡的格尔奥格·威廉的。 1715年，他又从丹麦国王弗雷德里克四世手里购买了不莱梅-费尔登（Bremen-Verden）公国（通过1719年大北方战争后签订的斯德哥尔摩条约），由此他昔日的内陆选侯国得以扩展到北海。

## 历史

### 与大不列颠的联合

民船旗 1727-1801

在1714，格奥尔格·路易成为大不列颠王国的国王，称乔治一世，使得选侯国和大不列颠王国被置于一个共主邦联中。与此同时，选帝侯本身的领土也扩张了，因为选侯国于1719年依据法理购买了原属于瑞典的不莱梅公国和瓦尔登公国。
乔治一世死于1727年，他的儿子乔治二世继承了选帝侯与大不列颠王国。1728年，神圣罗马帝国皇帝查理六世正式承认乔治二世的选帝侯地位（即承认了他对土地的所有权以换取效忠），同时乔治二世恢复了对萨克森-劳恩堡的主权，这是由漢諾威选侯国于1689年从法理上继承自吕讷堡公国的。漢諾威于1731年还取得了前萨克森-劳恩堡的飞地哈德尔恩（Hadeln），并将其并入不来梅-费尔登公国。 直到1733年了乔治二世才得到了皇帝查理六世的对这个公国所有权的承认。 在这两次效忠中乔治二世都发誓说他会尊重两公国不同领域等级现有的特权和宪法，从而保证有着400年历史的阶级参政传统。
在选侯国的首都漢諾威，漢諾威选侯国枢密院（即政府）引入了一个新的部门，以负责通过共主邦联统治之帝国政治体的事物。它被称为不莱梅-费尔登、哈德尔恩、劳恩堡及本特海姆事务局（Department of Bremen-Verden, Hadeln, Lauenburg and Bentheim）。尽管如此，选帝侯还是将他们的大部分时间花在英格兰。与选侯国的直接外交联络是通过坐落在伦敦圣詹姆斯宫的德意志事务处办公室来进行的。

### 七年战争
在1754-1763年英法北美战争其间，英国人非常担心法国将会入侵漢諾威。因此乔治二世与他的表弟，勃兰登堡-普鲁士的腓特烈二世大帝组成了一个战时同盟。这使得英法在北美的冲突与普奥在西里西亚的第三次西里西亚战争合并成为七年战争。
法国于1757年的夏天入侵漢諾威。法国人在中哈施滕贝克之战击败了乔治二世的儿子坎伯兰公爵威廉王子，并将他所带领的盎格鲁-漢諾威军队驱赶到不莱梅-费尔登。坎伯兰公爵于9月18日宣布投降，并签下了克洛斯特-采文协定。（详情参见哈施滕贝克之战）
但乔治二世拒绝承认这一协定。第二年，在英国军队的支援下，来自勃兰登堡-普鲁士, 黑森-卡塞尔和不伦瑞克-沃尔芬比特尔公国的军队再次驱逐了法国占领军。
在余下的战争中漢諾威不再受到波及。七年战争结束后，和平的状态一直维持到法国大革命战争的爆发才被打破。 在1793-1797年进行的第一次反法同盟之战中，大不列颠王国-漢諾威选侯国共主邦联的本土并没有受到战火波及，这是由于反法同盟与法兰西第一共和国的战斗主要发生在法国自身的领土上。 尽管如此，有16 000名漢諾威士兵在英国人的统帅下参与了在低地发生的战斗。 1795年神圣罗马帝国宣布在战争中保持中立，这其中也应该包括漢諾威选侯国；但是选侯国与法国和平谈判的努力在1799年宣告失败。
然而勃兰登堡-普鲁士于1795年与法国签下了巴塞尔和平条约。该条约规定勃兰登堡-普鲁士将确保所有领土在美茵河以北的神圣罗马帝国邦国的中立，包括英国皇室在欧洲大陆的领土的漢諾威、不来梅-费尔登，以及萨克森-劳恩堡。为了条约的顺利实行，漢諾威也不得不提供军队以维持神圣罗马帝国境内的武装中立。

### 拿破仑时期
在第二次反法同盟战争（1799-1802）中，拿破仑一世敦促普鲁士王國占领的英国在歐洲大陸的領土。1801年，24,000名勃兰登堡-普鲁士士兵入侵了不伦瑞克-吕讷堡，震惊了漢諾威人并迫使他们投降。1801年4月，普鲁士王國的部队抵达不来梅-费尔登的首都施塔德，并留在那里直到十月。英国起初决定忽略勃兰登堡-普鲁士的进攻，但是当后者加入支持法国的武装中立联盟（包括丹麦-挪威和俄罗斯），英国开始攻击勃兰登堡-普鲁士的船只。其后的哥本哈根战役使得联盟破裂，同时勃兰登堡-普鲁士的撤出不伦瑞克-吕讷堡。
作为德国教会的世俗化运动的一部分，1803年2月25日选侯国与奥斯纳布吕克大主教领组成了政合国。该大主教领从1662年开始均是由漢諾威王朝的成员统治。
1803年，英国独自宣布对法国再次宣战后，法国军队也再次入侵漢諾威。根据签订于1803年7月5日的阿特伦堡协定，选侯国的军队解除了武装，马和弹药被移交给法国。枢密院院长弗里德里希·冯·布雷默（Friedrich Franz Dieterich von Bremer）带领选侯国枢密院跨过易北河逃到萨克森-劳恩堡。但不久之后法国也占领了萨克森-劳恩堡。
1805年秋天，第三次反法联盟战争初期，法国军队由于对奥地利的战事而撤离了漢諾威。英国，瑞典和俄罗斯联军则占领了漢諾威。12月，法兰西帝国把名义上占有的漢諾威割让给了1806年后实际占领漢諾威的勃兰登堡-普鲁士。
1806年8月6日，神圣罗马帝国解散，选帝侯选举皇帝的职能从而不复存在。因此勃兰登堡选帝侯的称号对普鲁士变得毫无意义。普鲁士最终在耶拿会战（1806年11月11日）中被击败，法国重新占领了漢諾威。
根据1807年签订的提尔西特条约，新的威斯特法伦王國成立，由拿破仑的兄弟热罗姆·波拿巴统治，包括了前选帝侯黑塞-卡塞尔，不伦瑞克-吕讷堡公国，不伦瑞克-沃尔芬比特尔公国和一些普鲁士的领土。1810年初，漢諾威本土和不来梅-费尔登，但不包括萨克森-劳恩堡，也被威斯特伐利亚王国吞并。由于大陆体系的影响，法兰西帝国于1810年底吞并了西欧北部的所有沿海地区（远至丹麦），以及通往海上航行的河流沿岸地区，包括不来梅-费尔登，萨克森-劳恩堡和一些与漢諾威相邻的地区。
但是，乔治三世政府并没有承认法国的吞并。在整个拿破仑战争时期，不伦瑞克-吕讷堡选侯国的政府继续在伦敦运作。选侯国枢密院保持着自己独立的外交，与奥地利和普鲁士等国保持联系，尽管英国本身在与这两个国家交战。选侯国的军队被解散，但许多官兵到英国组成了皇家德意志团：这支军队是唯一一支没有放弃与法军作战的德意志人军队。
1813年10月，俄罗斯帝国军队将法国人逐出选侯国的领地。同一个月的晚些时候，莱比锡战役宣告了拿破仑傀儡下威斯特伐利亚王国和莱茵邦联的败亡。漢諾威王朝恢复了对不伦瑞克-吕讷堡选侯国的统治。最终，经1814年的维也纳会议决定，选侯国被升格为漢諾威王国。

## 漢諾威选帝侯列表
选侯国的领土在法律上是不可分割的：领土可以增加，但不能被分割，或由几个继承人同时均分 - 曾经是以前的规则，多次导致了不伦瑞克-吕讷堡被分割为众多公国。选侯国遵循男性长子继承制，但这是违反萨利克法的，因此神圣罗马帝国皇帝利奥波德一世于1692年授予帝国特许，以确保继承法的实行。
1692年，不伦瑞克-吕讷堡公国升格为选侯国，其领土包括了继承的卡伦贝格公国和格鲁本哈根公国，前者于1665年继承。在1708年帝国议会确认不伦瑞克-吕讷堡的选帝侯地位后，卡伦贝格系又继承了策勒公国。选侯国的领土也包括较早前收购的迪普霍尔茨和霍亚。
尽管神圣罗马帝国已于1806年解散，但乔治三世并不认可，直到1814年，他仍然被称为“不伦瑞克-吕讷堡公爵，神圣罗马帝国的大司库和选帝侯”。
| 照片 | 姓名                                                      | 统治时间  | 继承自                | 注释 |
| ---- | --------------------------------------------------------- | --------- | --------------------- | --- |
|      | 格奧爾格一世·路德維希 Georg Ludwig                        | 1708—1727 | 恩斯特·奥古斯都的儿子 | 于1714年成为了大不列颠及爱尔兰联合王国的国王。在1719年取得了不来梅-费尔登。 |
|      | 格奧爾格二世·奧古斯特 Georg II. August                    | 1727—1760 | 格奧爾格一世的儿子    | 于1727成为了大不列颠及爱尔兰联合王国的国王，1731年取得了易北河畔的哈德尔恩地区。 |
|      | 格奧爾格三世威廉·弗里德里希 Georg III. Wilhelm Friedrich* | 1760—1806 | 格奧爾格二世的孙子    | 于1801年成为大不列颠及爱尔兰联合王国的国王（与爱尔兰的1800年联合法令）。 于1803年取得了奥斯纳布吕克大主教领。由于各种各样的原因及法国大革命战争（1801—1813年），从1801年至1803年，他先后三次失而复得漢諾威领地上的法理权力。 尽管神圣罗马帝国已于1806年解散，乔治三世并没有承认这个事实，并保留着选帝侯的头衔直到1814年。1814年，乔治三世成为漢諾威王国的国王，这一由维也纳会议宣布的新头衔取代了之前的选帝侯头衔。 |